# لورن بروک
لورن بروک (انگلیسی: Lauren Brooke) نام مستعار نویسنده بریتانیایی «لیندا چپمن» و «بت چمبرز» است که کتاب "Heartland" را نوشته‌اند. بت چمبرز در ادامه نوشتن مجموعه «تپه شاه بلوط» را شروع کرد که «کیتی هاپکاً» نیز به آن کمک کرد.
در سال ۲۰۰۷، کتاب "Heartland" به یک مجموعه تلویزیونی به همین اسم اقتباس شد که پخش آن از تلویزیون «سی بی سی» در کانادا آغاز شد. .